# Den frie Lærerskole
Den frie Lærerskole (DFL) er et grundtvig-koldsk seminarium, som uddanner lærere, fortrinsvis til friskoler, efterskoler og folkehøjskoler. Skolen ligger i Ollerup på Sydfyn. 

## Generelt
Uddannelsen til lærer på Den frie Lærerskole varer fem år. Først to år på Lærerskolen, derefter et års praktik, til sidst to afsluttende år på Lærerskolen. Uddannelsen er eksamensfri. Ved uddannelsens afslutning gives et afgangsbevis med udtalelser om faglige niveau og undervisningsfærdigheder i de fag der er afsluttet. 
Mange af aftagerskolerne er grundtvig-koldske. De bygger deres undervisning på N.F.S. Grundtvigs menneskesyn og på Christen Kolds skolesyn. 
Efter en tillægsprøve (Ollerupprøven) er det dog muligt at blive ansat i folkeskolen. 
Skolens øverste myndighed er en bredt sammensat tillidsmandskreds (repræsentantskab). 
Den Frie lærerskole modtog i 2006, undervisningsministeriets pris for " bedste undervisningsmiljø 2006"

## Værdigrundlag
Lærerskolens værdigrundlag består af fundatsen og de 6 værdiudsagn.
Til forskel fra mange andre offentlige uddannelsesinstitutioner er Den frie Lærerskole en holdningsskole, der arbejder ud fra et idémæssigt grundlag. Dvs. Den frie Lærerskole selv definerer hvilken forestilling om mennesket, livet og samfundet den vil vælge som udgangspunkt for sin praksis. Ideerne er opstået i midten af 1800-tallet, hvor N.F.S. Grundtvig og pædagogen Kristen Kold udviklede de tanker, som de frie skoler arbejder ud fra.
Dette idégrundlag besluttes af tillidsmandskredsen og nedfældes i skolens fundats.
Fra Den frie Lærerskoles Fundats:
- § 2: Den frie Lærerskoles baggrund er traditionen efter N.F.S. Grundtvig og Chr. Kold, og den arbejder på grundlag af det syn på skole, menneskeliv og folkeliv, som er udsprunget heraf.
- § 3 : Ud fra ovenstående er det skolens formål at:
  - uddanne lærere til friskoler, efterskoler og højskoler samt andre skoleformer,
  - inspirere til folkeoplysning,
  - inspirere til at deltage i og lede det folkelige arbejde,
  - tilbyde og udvikle efteruddannelse for lærere fortrinsvis i de frie skoler.
- § 4 : Skolen er eksamensfri.[2]

Fundatsens formulering i det store hele besluttet allerede i 1949, da Lærerskolen blev oprettet.

### Værdiudsagn
De 6 værdiudsagn er på den baggrund vedtaget i forbindelse med en grundlæggende ændring af undervisningsplanen i 2003 (U03).
- Læreruddannelsen på Den frie Lærerskole skal udvikle de studerende menneskeligt, fagligt og pædagogisk, så de bliver egnede til at undervise og medleve på skoler inden for den frie skoletradition.
- Læreruddannelsen på Den frie Lærerskole skal skabe forståelse og respekt for et menneskesyn, der betragter ethvert menneske som unikt, åbent for mange udviklingsmuligheder og ubetinget værdifuldt.
- Læreruddannelsen på Den frie Lærerskole skal skabe forståelse og respekt for et læringssyn, der understreger vekselvirkningen mellem lærer og elev og mellem viden og livserfaring.
- Læreruddannelsen på Den frie Lærerskole skal vægte helhed, sammenhæng og mening.
- Læreruddannelsen på Den frie Lærerskole skal gennem praksis give de studerende forståelse for begreberne folkelighed, folkestyre og det fælles bedste.
- Læreruddannelsen på Den frie Lærerskole skal være en højst personlig sag, men ikke et individuelt projekt. Den er noget, man kun kan gøre sammen med andre.[3]

## Introforløb
Introforløbet på Den Frie Lærerskole hedder ASA-forløbet, hvilket står for At Starte Anstændigt.
ASA-forløbet har både et fagligt og socialt sigte. De nye studerende introduceres til studiet og skolekulturen, samt optages i det såkaldte skolesamfund ved gennemførsel en række hemmelige ritualer og en såkaldt dåb. Forløbet varer de første tre uger af første år af studiet og dåben foregår på den sidste dag.
De hemmelige ritualer blev i 2014 kritiseret og afsløret i Politiken.Her blev afsløret dele af ritualerne, som ville ødelægge oplevelsen såfremt de forblev offentligt kendte for nye studerende.
Efterfølgende blev etableret nye retningslinjer for at sikre at alle nye studerende kunne blive optaget på skolen uden at blive udfordret uhensigtsmæssigt.

## Historie
Lærerskolen startede i 1940'erne på Kerteminde Højskole, blev flyttet til Vestbirk Højskole og kom til Ollerup Folkehøjskole i 1949. Lærerskolen blev stiftet af Friskoleforeningen, Efterskoleforeningen og Højskoleforeningen.

### Forstandere
- Teologen Jørgen Bøgh var den første forstander (1949-52).
- Thorstein Balle var forstander 2002-2010.
- Ole Pedersen var forstander fra 2011-2021
- Rasmus Kolby Rahbek er nuværende forstander fra august 2021